# John Clare

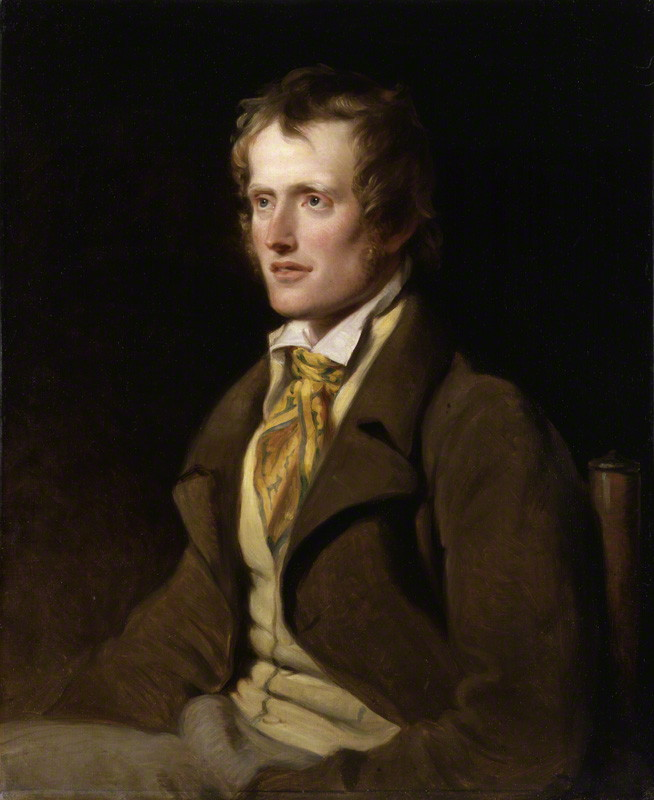
John Clare (1820)

John Clare, född 13 juli 1793, död 19 maj 1864, var en brittisk poet.
Clare levde som lantbrukare under fattiga förhållanden, då han 1820 väckte uppmärksamhet med sin första diktsamling. Hans därpå följande diktsamlingar förblev ouppmärksammade. Alkoholmissbruk ledde honom till fördärvet, och han avslutade sitt liv inspärrad på sinnessjukhus.